# Beneixida
Beneixida là một đô thị ở comarca Ribera Alta cộng đồng Valencia, Tây Ban Nha. Đô thị này có diện tích 3,2 km², dân số thời điểm năm 2006 là 656 người.